# Gunther Heinisch

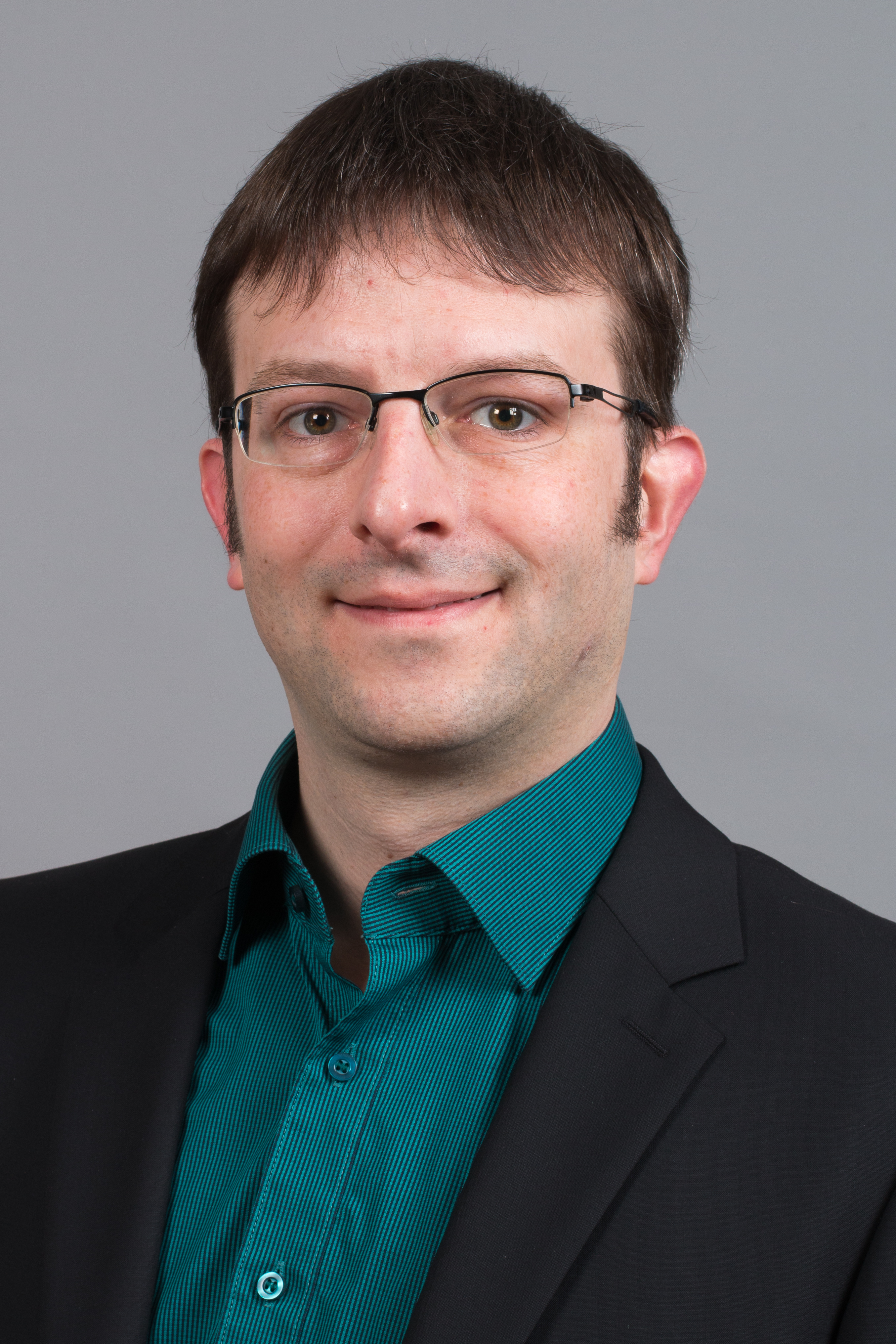
Gunther Heinisch, 2014

Gunther Heinisch (* Oktober 1978 in Mainz) ist ein deutscher Politiker (Bündnis 90/Die Grünen).

## Politik und Leben
Gunther Heinisch war zur Zeit der Landtagswahl 2011 Student der Politikwissenschaft und schloss dieses Studium als Magister Artium ab. 2016 war er an der Deutschen Universität für Verwaltungswissenschaften in Speyer für ein verwaltungswissenschaftliches Aufbaustudium eingeschrieben und arbeitete dann als Referent im rheinland-pfälzischen Ministerium für Familie, Frauen, Jugend, Integration und Verbraucherschutz. Er hat eine Tochter.

### Politik
Heinisch war von 1999 bis 2004 im Mainz-Marienborner Ortsbeirat aktiv und AStA-Vorsitzender an der Johannes Gutenberg-Universität Mainz.
Er war von 2004 bis 2014 Stadtratsmitglied in Mainz und war von 2009 bis zum 1. November 2012 Stellvertretender Ortsvorsteher Mainz-Altstadt, wo er im Schlossviertel lebte. Aufgrund eines Umzugs in die Neustadt musste er seinen Posten als Stellvertreter von Ulla Brede-Hoffmann abgeben. Er war von 2008 bis 2011 Mitglied des Landesparteirats von Bündnis 90/Die Grünen Rheinland-Pfalz und dort Sprecher für Petitionen und Strafvollzug, Weiterbildung, Wissenschaft/Hochschule, Religions- und Weltanschauungsgemeinschaften. 
Für seine Partei stand er auf Platz 18 der Landesliste der Grünen bei der Landtagswahl in Rheinland-Pfalz 2011 und als Ersatzkandidat für Daniel Köbler im Wahlkreis Mainz I. Am 27. März 2011 wurde er in den 16. Landtag von Rheinland-Pfalz gewählt, dem er bis 2016 angehörte.
Im Rahmen seiner Stadtratsarbeit setzte er sich 2009 gegen den Bau eines Kohlekraftwerks der Kraftwerke Mainz-Wiesbaden auf der Ingelheimer Aue ein, 2010–2014 war er unter anderem Aufsichtsrat der Stadtwerke Mainz. Weitere Aufsichtsratsmandate hat er für das Staatstheater Mainz und (bis Juni 2011) den Zweckverband Lennebergwald. Er war bis 2014 im Beirat für die Vergabe von Projektfördermitteln für die freie Kulturarbeit der Stadt und in der Jury zur Vergabe des Victor Otto Stomps-Preises.
Außerdem sitzt er im städtischen Kulturausschuss und Schulträgerausschuss und war bis 2014 im Werksausschuss der Gebäudewirtschaft Mainz.
Nach einem weiteren Umzug nach Mainz-Gonsenheim rückte Heinisch im Sommer 2017 für Antje Kuessner (die nach Hameln umgezogen war) wieder in den Stadtrat nach, wo er weiterhin im Bereich Kultur- und Schulpolitik tätig ist. Bei der Kommunalwahl 2019 wurde er mit 55137 Stimmen erneut in den Stadtrat gewählt.

## Orden und Ehrenzeichen
Als Inhaber der Dr.-Willy-Eberz-Medaille gehört er zu den geehrten Persönlichkeiten der Johannes Gutenberg-Universität Mainz. Georg Krausch, der Präsident der Johannes Gutenberg-Universität, verlieh 2010 die Medaille an die zwei CampusGrün-Mitglieder Heinisch und  Adeline Duvivier für besonderes studentisches Engagement.